# Michael Parsa
Pour les articles homonymes, voir Parsa.
Michael Parsa (persan: میکائیل پارسا) est un homme politique provincial canadien de l'Ontario.

## Biographie
D'origines iraniennes, Parsa possède un B.A. en leadership organisationnel ce qui lui permit de développer une entreprise familiale.

## Politique
Tentant d'être élu député conservateur de la circonscription fédérale de Richmond Hill en 2015, il termine deuxième derrière le libéral Majid Jowhari.
Élu député progressiste-conservateur de la circonscription provinciale ontarienne d'Aurora—Oak Ridges—Richmond Hill en 2018, il est nommé assistant parlementaire du président du Conseil du Trésor (en), Peter Bethlenfalvy.
Le 24 juin 2022, il est nommé ministre associé au Logement au sein du gouvernement du premier ministre Doug Ford.